# Normaler Raum

Graphische Darstellung eines normalen Raumes

Ein normaler Raum ist ein topologischer Raum, in dem zwei beliebige disjunkte abgeschlossene Mengen disjunkte Umgebungen haben. Kürzer: Abgeschlossene Mengen {\displaystyle E,F} werden durch Umgebungen {\displaystyle U,V} getrennt.
Diese Eigenschaft ist zum Beispiel Grundlage des Lemmas von Urysohn oder des Fortsetzungssatzes von Tietze.
Der Begriff geht zurück auf Heinrich Tietze 1923, seine ganze Tragweite wurde von Urysohn bei seinen Arbeiten über die Fortsetzung von Funktionen erkannt.
Normalität zählt zu den Trennungsaxiomen; sie vererbt sich nicht notwendig auf alle Teilräume.

## Motivation
Ein gängiges Verfahren zur Untersuchung eines Objektes einer mathematischen Kategorie ist es, die Menge der strukturerhaltenden Funktionen in besonders gut verstandene Vertreter der Kategorie zu untersuchen. In vielen Fällen kann man auf diesem Weg auch Erkenntnisse über das zu untersuchende Objekt selbst gewinnen.
In der Linearen Algebra untersucht man zum Beispiel die Menge der linearen Abbildungen von einem beliebigen Vektorraum in den Grundkörper und bezeichnet diese als den Dualraum.
In der Topologie bieten sich als Modellräume die topologischen Räume {\displaystyle [0,1]} und {\displaystyle \mathbb {C} } an.
Bezogen auf die Stetigkeit kann dieses Vorgehen aber nur sinnvoll sein, wenn man an den zu untersuchenden Raum noch zusätzliche Bedingungen stellt. Auf einem Raum mit der trivialen Topologie etwa ist jede stetige komplexwertige Funktion bereits konstant (das gilt sogar für jede stetige Funktion, deren Zielmenge ein Kolmogoroff-Raum ist).
Wenn man einen topologischen Raum dadurch verstehen will, dass man die stetigen Funktionen von ihm in einen der Modellräume untersucht, so sollte die Menge dieser Funktionen wenigstens punktetrennend sein. Dies führt auf die Definition eines vollständigen Hausdorff-Raums. Dieser wird gerade über die Existenz einer ausreichenden Menge von stetigen Funktionen definiert.
Wünschenswert wäre es natürlich, ein elementares topologisches Kriterium zu besitzen, das diese Existenz sichert.
Hier bieten sich Hausdorff-Räume an, die normal oder lokalkompakt sind. Ein Großteil der in der Mathematik untersuchten topologischen Räume fällt zumindest in eine der beiden Kategorien.
Das Lemma von Urysohn stellt für diese beiden Klassen von Räumen (unter anderem) sicher, dass sie vollständige Hausdorff-Räume sind.
Tatsächlich zeigt der allgemeinere Fortsetzungssatz von Tietze, dass sich in solchen Räumen stetige Funktionen in einen der Modellräume, die nur auf einer abgeschlossenen (bei normalen Räumen) bzw. kompakten (bei lokalkompakten Räumen) Teilmenge definiert sind, zu stetigen Funktionen vom ganzen Raum in den Modellraum fortsetzen lassen. Im zweiten Fall kann dabei die Fortsetzung so gewählt werden, dass sie weiterhin kompakten Träger besitzt.

## Definition
Zu beachten ist, dass die Definition in der Literatur uneinheitlich ist, hier wird für einen normalen Raum nicht die Eigenschaft hausdorffsch gefordert, für einen T4-Raum jedoch schon.
Sei {\displaystyle X} ein topologischer Raum. {\displaystyle X} heißt normal, falls es zu je zwei abgeschlossenen Teilmengen {\displaystyle E}, {\displaystyle F} mit {\displaystyle E\cap F=\emptyset } Umgebungen  {\displaystyle U_{E}\subset {\mathfrak {U}}(E)}, sowie {\displaystyle U_{F}\subset {\mathfrak {U}}(F)} von {\displaystyle E} und {\displaystyle F} gibt mit {\displaystyle U_{E}\cap U_{F}=\emptyset }.
Ein normaler Raum, der zusätzlich das Trennungsaxiom T2 erfüllt, also ein normaler Hausdorff-Raum ist, wird als T4-Raum bezeichnet. Das ist offenbar äquivalent dazu, ein normaler T1-Raum zu sein, weil dann einpunktige Mengen abgeschlossen sind und damit durch die Normalität getrennt werden können.
Viele Autoren verwenden die Begriffe anders: Sie setzen für einen normalen Raum automatisch hausdorffsch voraus (d. h. T2-Raum) und verstehen unter T4-Räumen die in diesem Artikel unter "normal" beschriebene Raumklasse, es entfällt also die Forderung, dass T4-Räume hausdorffsch sind. Die meisten in den Anwendungen auftretenden normalen Räume sind T2-Räume.

## Beispiele
- Alle parakompakten Hausdorff-Räume, und damit die meisten in der Mathematik untersuchten Räume, sind normal, insbesondere metrische Räume und Mannigfaltigkeiten.
- Pseudometrische Räume sind dagegen normal, ohne im Allgemeinen Hausdorff-Räume zu sein.
- Der topologische Vektorraum aller Funktionen von ℝ nach ℝ mit der Topologie der punktweisen Konvergenz ist nicht normal. Das Produkt aus überabzählbar vielen nicht-kompakten metrischen Räumen ist niemals normal.

## Eigenschaften

### Vererbungseigenschaften
- Ein abgeschlossener Unterraum eines normalen Raumes ist wieder ein normaler Raum. Allgemeiner gilt dies sogar noch, wenn der Unterraum eines normalen Raumes eine Vereinigung abzählbar vieler abgeschlossener Mengen ist.[5]
- Beliebige Unterräume eines normalen Raumes sind im Allgemeinen nicht normal, wie man etwa an einem beliebigen vollständig regulären Raum, der nicht normal ist, etwa der Sorgenfrey-Ebene oder dem Niemytzki-Raum, eingebettet in seine Stone-Čech-Kompaktifizierung sieht, denn letztere ist als kompakter Hausdorff-Raum normal.
- Produkte normaler Räume sind im Allgemeinen nicht normal, wie das Beispiel der Sorgenfrey-Ebene als Produkt der normalen Sorgenfrey-Gerade zeigt. Das erste Beispiel eines normalen Raumes, dessen Produkt mit einem metrischen Raum nicht wieder normal ist, ist die Michael-Gerade.

### Fortsetzung stetiger Funktionen
Ein topologischer Raum ist genau dann ein normaler Raum, wenn jede auf einer abgeschlossenen Teilmenge stetige, reellwertige Funktion zu einer auf dem ganzen Raum stetigen, reellwertigen Funktion fortgesetzt werden kann.

### Lemma von Urysohn
Ein topologischer Raum {\displaystyle X} ist genau dann ein normaler Raum, wenn es zu je zwei disjunkten, abgeschlossenen Mengen {\displaystyle A,B\subset X} eine stetige Funktion {\displaystyle f\colon X\rightarrow [0,1]} gibt mit {\displaystyle f(A)=\{0\}} und {\displaystyle f(B)=\{1\}}.

### Abgeschlossene Umgebungen
Eine einfache Umformulierung der Definitionen liefert:
Ein topologischer Raum {\displaystyle X} ist genau dann normal, wenn es zu jeder Umgebung {\displaystyle U} einer abgeschlossenen Menge {\displaystyle A} eine offene Menge {\displaystyle O} gibt, für die gilt:
{\displaystyle A\subset O\subset {\bar {O}}\subset U.}
Das bedeutet, dass für jede abgeschlossene Menge die abgeschlossenen Umgebungen eine Umgebungsbasis bilden.

### Zerlegung der Eins
Ein normaler Raum ermöglicht eine Zerlegung der Eins für jede lokal endliche offene Überdeckung.

### Überdeckungen
Ein T1-Raum ist genau dann normal, wenn jede offene, lokalendliche Überdeckung {\displaystyle (U_{i})_{i\in I}} eine Schrumpfung besitzt, das heißt, es gibt eine offene Überdeckung {\displaystyle (V_{i})_{i\in I}} mit {\displaystyle {\overline {V_{i}}}\subset U_{i}} für alle {\displaystyle i\in I}.

## Spezialisierungen
Der Begriff des normalen Raumes kann auf mehrere Weisen verschärft werden:
- Ein normaler Raum {\displaystyle X} heißt vollständig normal, wenn es zu je zwei Mengen {\displaystyle A,B\subset X} mit {\displaystyle A\cap {\overline {B}}=\emptyset ={\overline {A}}\cap B} disjunkte offene Mengen {\displaystyle U} und {\displaystyle V} gibt mit {\displaystyle A\subset U} und {\displaystyle B\subset V}. Hier liegt also eine stärkere Trennungseigenschaft vor. In solchen Räumen sind alle Unterräume, nicht nur die abgeschlossenen, normal. Die Tichonow-Planke ist ein nicht-normaler Unterraum eines Kompaktums, letzteres ist daher normal, aber nicht vollständig normal.
- Ein normaler Raum heißt perfekt normal, wenn es zu je zwei disjunkten abgeschlossenen Mengen {\displaystyle A,B\subset X} eine stetige Funktion {\displaystyle f\colon X\rightarrow [0,1]} gibt mit {\displaystyle A=f^{-1}(\{0\})} und {\displaystyle B=f^{-1}(\{1\})}. In solchen Räumen gilt also eine stärkere Version des Urysohnschen Lemmas. Die Einpunktkompaktifizierung der Tichonow-Planke ist nicht perfekt normal, da der unendlich ferne Punkt keine {\displaystyle G_{\delta }}-Menge ist und daher nicht Nullstellengebilde einer stetigen, reellwertigen Funktion sein kann.
- Ein normaler Raum heißt total normal, falls es zu jeder offenen Menge {\displaystyle U\subset X} eine offene Überdeckung {\displaystyle {\mathcal {U}}=(U_{i})_{i\in I}} gibt, so dass:
  - Jedes {\displaystyle U_{i}} ist eine {\displaystyle F_{\sigma }}-Menge, das heißt eine abzählbare Vereinigung abgeschlossener Mengen; und
  - {\displaystyle {\mathcal {U}}} ist lokalendlich auf {\displaystyle U}, d. h., zu jedem {\displaystyle x\in U} gibt es eine Umgebung {\displaystyle V\subset U}, die mit nur endlich vielen der {\displaystyle U_{i}} einen nichtleeren Schnitt hat.

Solche Räume spielen in der Dimensionstheorie eine Rolle. Perfekt normale Räume sind total normal.
- Ein normaler Raum heißt binormal, falls er zusätzlich abzählbar parakompakt ist, das heißt, falls jede höchstens abzählbare offene Überdeckung eine lokalendliche Verfeinerung besitzt.